# Mart Kuusik
Hugo Maksimilian Kuusik, detto Mart (Kuokkala, 8 dicembre 1885 – Battle Ground, 24 agosto 1965), è stato un canottiere estone.

## Carriera
Nato a Kuokkala, l'attuale Repino, e cresciuto a San Pietroburgo, nel 1910 si laureò campione nazionale russo nel singolo, ripetendosi nel 1913 e nel 1914.
Nel 1912, gareggiando per l'Impero russo, partecipò ai Giochi olimpici di Stoccolma 1912, vincendo il bronzo dopo essere stato sconfitto in semifinale dal belga Polydore Veirman.
Nel 1914 conseguì la laura ad Oxford, durante la prima guerra mondiale venne arruolato nell'esercito russo, dopo la rivoluzione d'ottobre venne arrestato dalla Čeka ed imprigionato dal 1920 al 1921, uscendo dalla prigionia grazie al Trattato di Tartu ed alla pace con l'Estonia.
Trasferitosi a Tallinn, lavorò nel mondo del pugilato prima di emigrare negli Stati Uniti nel 1924, dove aprì un autosalone.

## Palmarès
- Giochi olimpici

Stoccolma 1912: bronzo nel singolo.